# Бад-Зобернгайм
Бад-Зобернгайм (нім. Bad Sobernheim) — місто в Німеччині, розташоване в землі Рейнланд-Пфальц. Входить до складу району Бад-Кройцнах. Центр об'єднання громад Бад-Зобернгайм.
Площа — 54,06 км2. Населення становить 6468 ос. (станом на 31 грудня 2020).

## Галерея

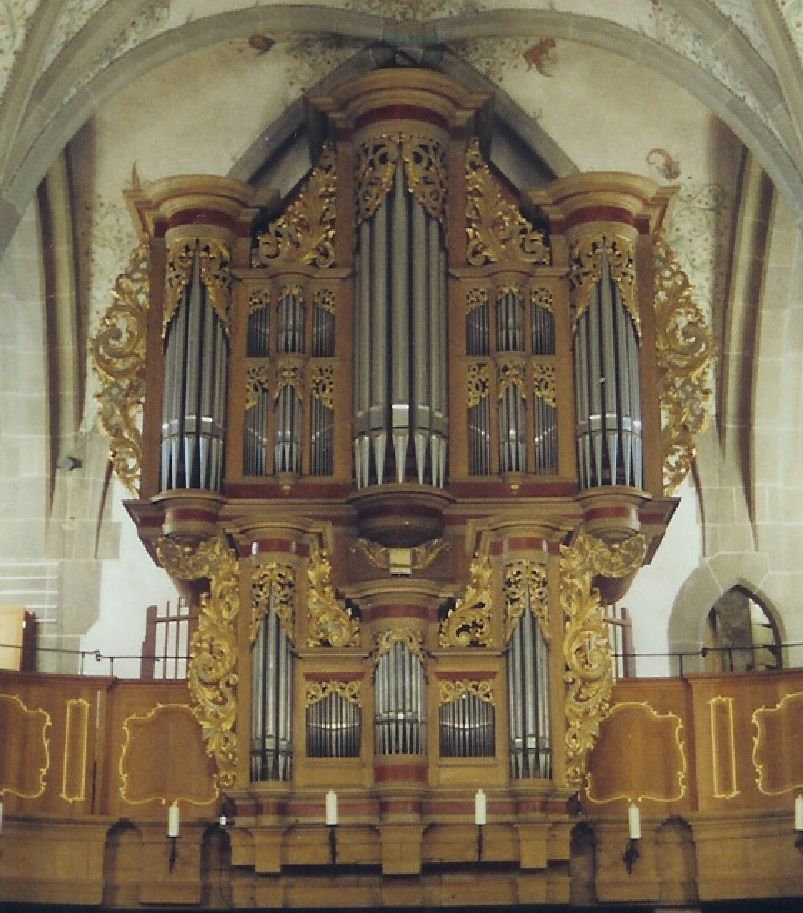
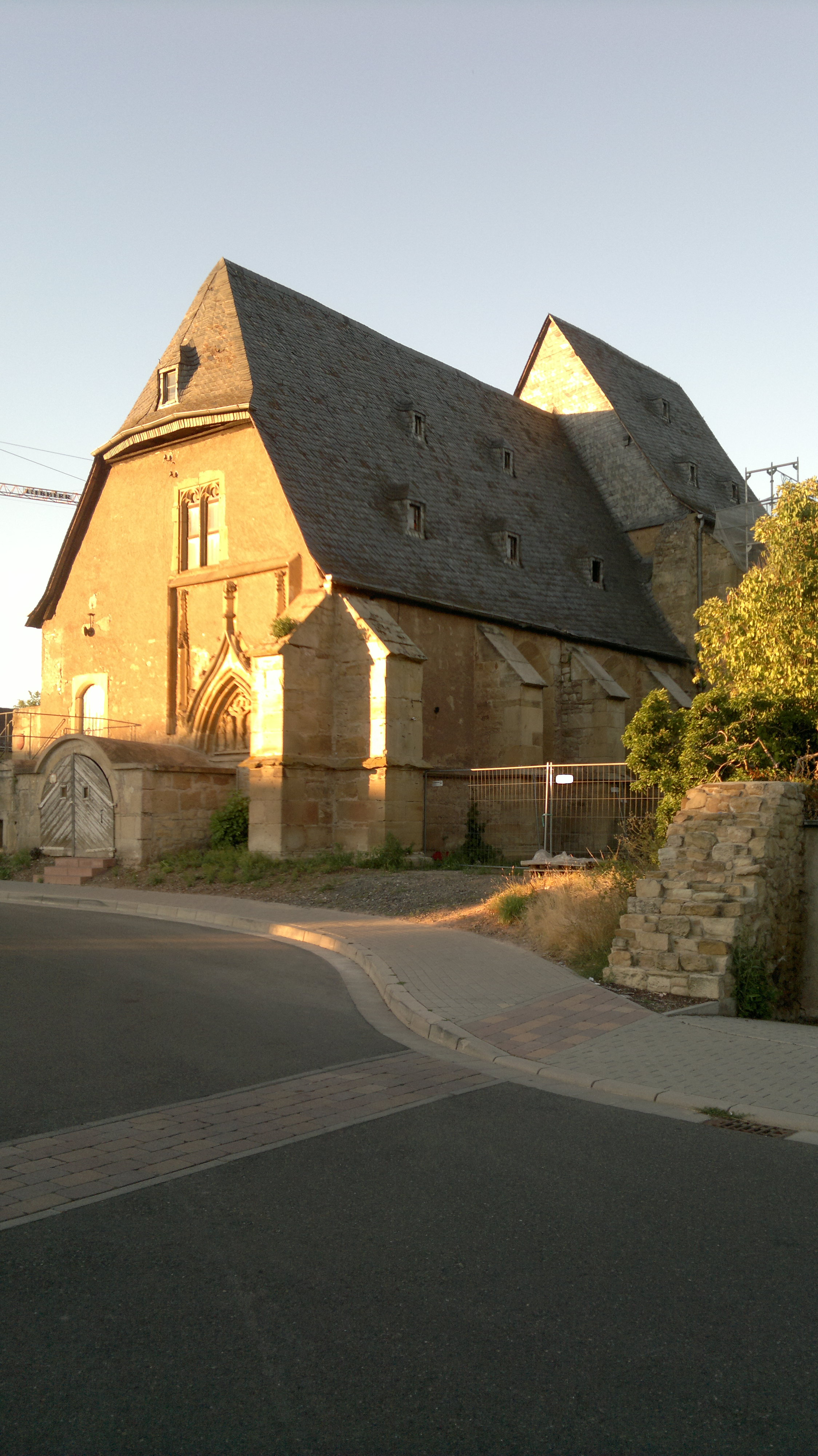
links
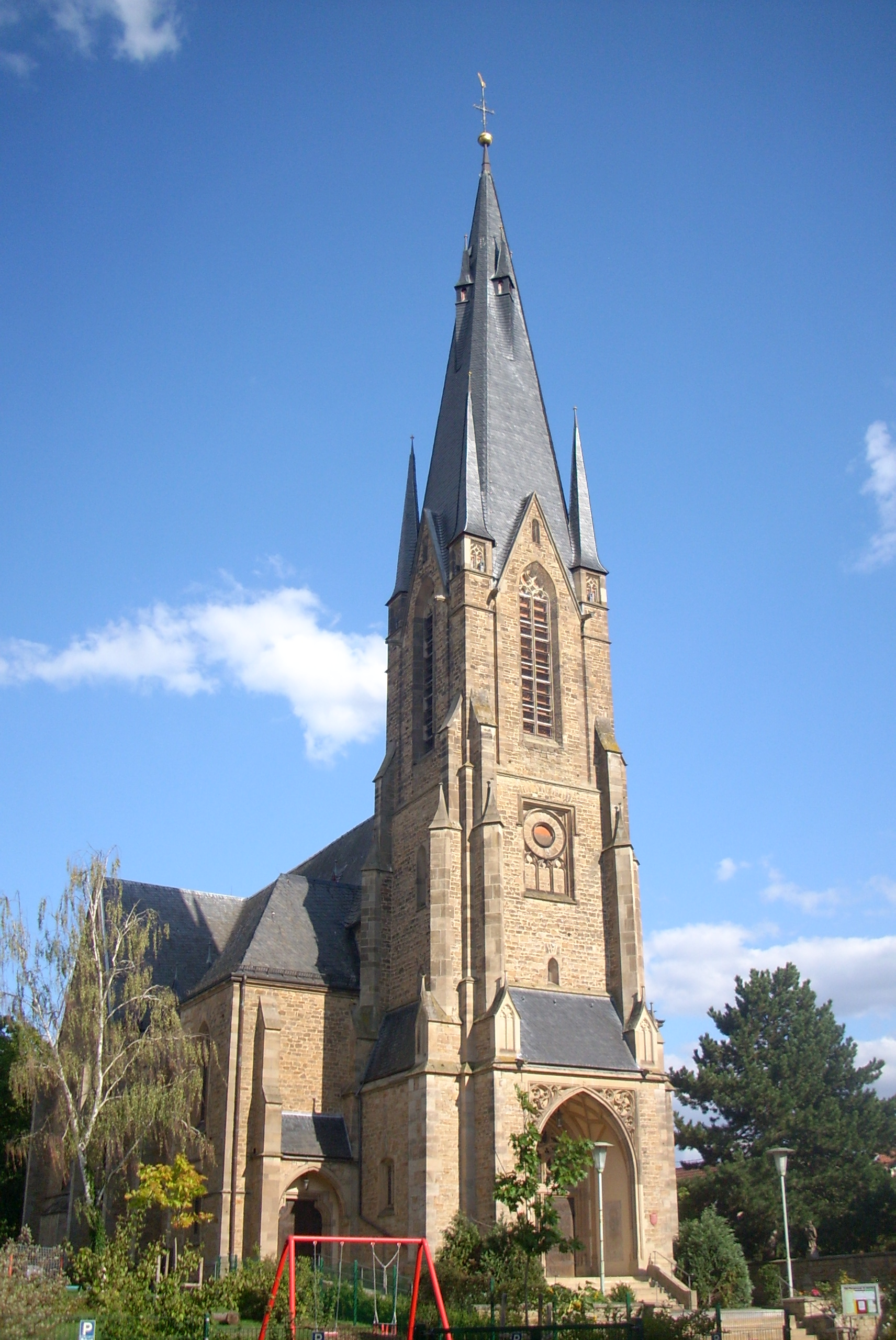
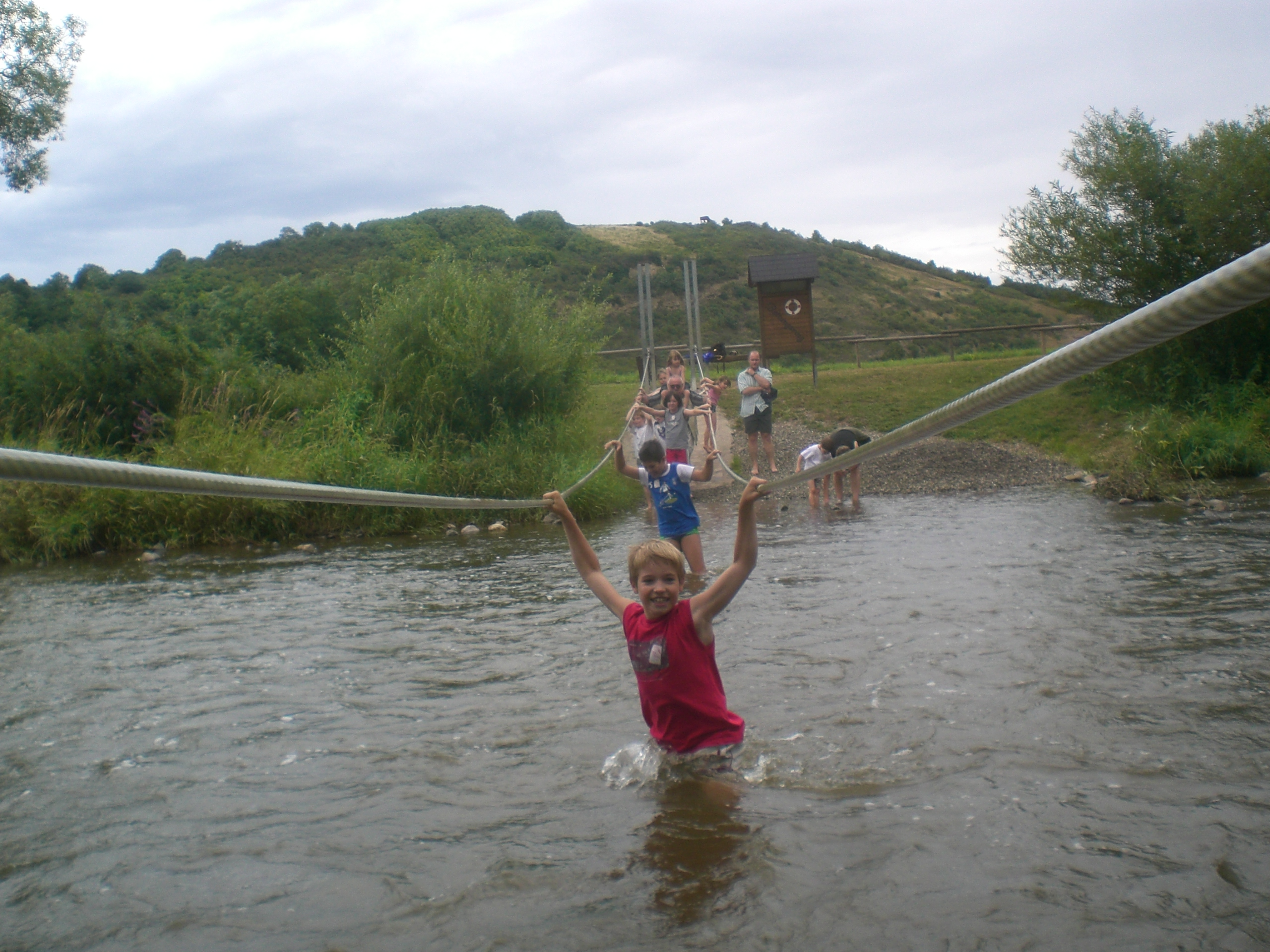